# Viktor Roth (Historiker)

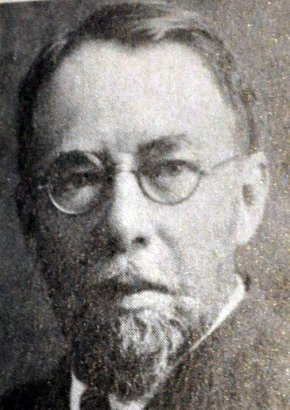
Viktor Roth

Viktor Roth (* 28. April 1874 in Szászsebes, deutsch Mühlbach, Königreich Ungarn, Österreich-Ungarn; † 17. April 1936 in Sebeș, Königreich Rumänien) war ein evangelischer Pfarrer und Kunsthistoriker aus Siebenbürgen.

## Leben
Roth, der Sohn eines Lehrers, studierte von 1892 bis 1897 evangelische Theologie nach dem Augsburger Bekenntnis (A.B.) sowie Germanistik und Latein in Klausenburg, Halle (Saale), Erlangen und Tübingen. Von 1897 war er an der Evangelischen Volksschule A.B. in Nagysink (Groß-Schenk) tätig, ab 1898 als Rektor. Von 1898 bis 1902 lehrte er am Untergymnasium in Szászsebes (Mühlbach). In Szászszentlászló (Großlasseln) arbeitete er von 1902 bis 1911 als Pfarrer und danach bis 1918 als Stadtprediger in Hermannstadt, ab 1918 dann als Stadtpfarrer wieder in Mühlbach (ab 1920 trug der Ort den rumänischen Namen Sebeș).

## Schriften
Roth erarbeitete eine umfassende Bestandsaufnahme der deutschen Kunstdenkmäler Siebenbürgens:
- Geschichte der deutschen Baukunst in Siebenbürgen (= Studien zur Deutschen Kunstgeschichte 64). 1905
- Geschichte der deutschen Plastik in Siebenbürgen (= Studien zur Deutschen. Kunstgeschichte 75). 1906
- Die siebenbürgisch-sächsische Kunst in der magyarischen Forschung. In: Archiv des Vereins für siebenbürgische Landeskunde NF 39, 1913
- Beiträge zur Kunstgeschichte Siebenbürgens (= Studien zur Deutschen Kunstgeschichte 170). 1914
- Siebenbürgische Altäre (= Studien zur deutschen Kunstgeschichte 192). 1916
- Die evangelische Kirche A.B. in Mühlbach. 1922

## Auszeichnungen
1921 erhielt er ein Ehrendoktorat der Universität Wien. 1926 wurde er Ehrenmitglied der Rumänischen Akademie.